# Onze-Lieve-Vrouw-Hemelvaartkerk (Heemstede)
De Onze-Lieve-Vrouw-Hemelvaartkerk is een rooms-katholieke kerk in de Noord-Hollandse plaats Heemstede. De kerk is ontworpen door Joseph Cuypers en zijn zoon Pierre jr. Joseph Cuypers heeft samen met Jan Stuyt ook de wijk ontworpen waarin de kerk gelegen is.

## Geschiedenis
In 1347 werd het eerste katholieke gebouw dat gewijd was aan de Maria Hemelvaart gebouwd. Het betrof toen een kapel, die nooit de status van parochiekerk heeft verkregen. Deze kapel werd in 1573 verwoest. In 1623-1625 werd op die locatie de Hervormde Kerk gebouwd.
In 1924 werd begonnen met het ontwikkelen van een tweede rooms-katholieke parochie in de gemeente Heemstede. Pastoor Paulus Johannes Nieuwenhuis werd verzocht een onderzoek te doen naar de haalbaarheid van een nieuwe parochie. De parochie Sint-Bavo werd gesplitst, waarna de parochie Onze-Lieve-Vrouw-Hemelvaart werd gesticht. Er werd vanwege de geschiedenis opnieuw voor de OLV Hemelvaart gekozen. Doordat de locatie relatief dicht bij Cruquius is, kon ook deze plaats van de nieuwe kerk profiteren. In het volgende jaar werd Nieuwenhuis door de bisschop van Haarlem aangewezen als bouwpastoor. Nieuwenhuis heeft verschillende ontwerpen ontvangen, waaronder ook een voor een koepelkerk. De koepelvariant kwam er niet in Heemstede, maar wel tussen 1917 en 1921 bij de Sint-Laurentius te Dongen en later de Sint-Agatha in Beverwijk). Cuypers heeft voor Heemstede een koepelkerkvariant met kleine torentjes afgewezen, hij vond dat niet passend op deze zichtlocatie aan de Heemsteedse Dreef. Ten tijde van de ontwerpfase werd in Nederland de Liturgische Commissie opgericht. Deze commissie heeft het eerste officiële ontwerp van Cuypers afgekeurd. De commissie heeft alleen aangegeven waar het ontwerp fout zat, niet op welke wijze het verbeterd kon worden, zodat er een kerk ontworpen kon worden welke wel goedgekeurd zou worden. Het bouwdossier van de parochie bevat nog het originele programma van eisen. Dit programma is voorzien van commentaar van de beide architecten.

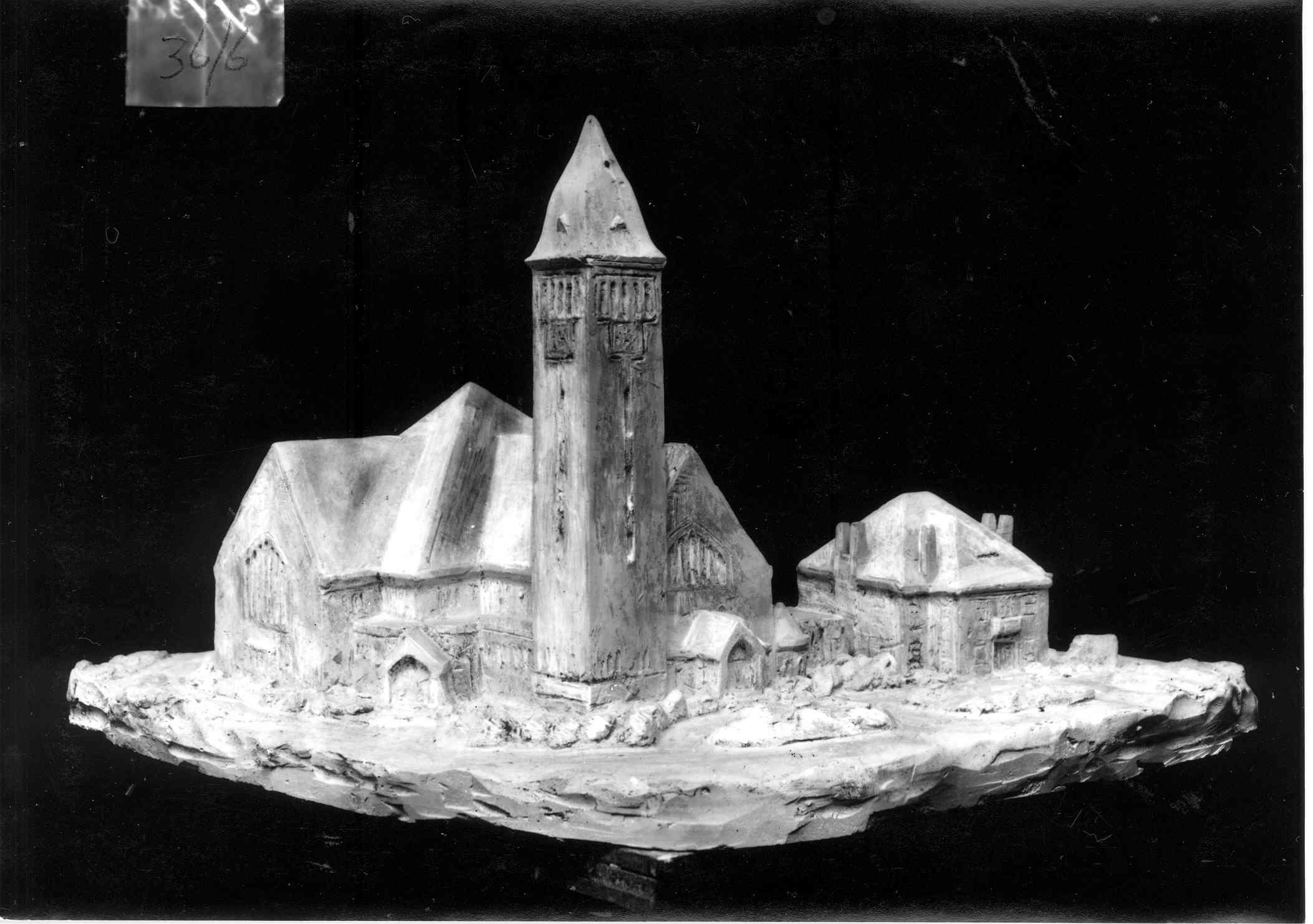
Kleimodel

In Roermond staat het kleimodel van de kerk. Ten opzichte van dit model zijn een paar (kleine) wijzigingen gemaakt, waaronder het portaal in de noordelijke kruisarm, dat is verplaatst naar de noordwesthoek en dus niet (zoals bij het model) in de middenas is geplaatst. In februari 1926 was het bestek gereed. Op 5 maart 1926 werd de bouw van de kerk, voor een bedrag van fl. 192.950, aanbesteed aan Thunnissen & Van Sambeek. Dit bedrijf verzorgde ook de kerkbanken, de zijaltaren en een doopvont. Het ging hierbij uitsluitend om de bouw van de kerk. Omdat er een tekort is ontstaan, werd er bezuinigd op  verscheidene zaken, waaronder het type dakpan en de kosten van de glas-in-loodramen. De consecratie van de kerk vond plaats op 7 juli 1927, de definitieve oplevering vond pas in de winter van dat jaar plaats.
Na het Tweede Vaticaanse Concilie werd ook in Heemstede de positie van het altaar gewijzigd. Voor het oude hoofdaltaar kwam een houten noodaltaar te staan. Voor het 50-jarig jubileum werd er een nieuw altaar gemaakt door Joost van Vlijmen. De altaarsteen is afkomstig van het altaar van de kapel op de begraafplaats.
In het hierop volgende decennium werd het aantal zitplaatsen teruggebracht naar 676. De vrijgekomen ruimte kon voortaan dienst doen als ontmoetingsruimte.
In juli 2018 werd bekendgemaakt dat in de nacht van 6 op 7 juli dat jaar een grote looddiefstal heeft plaatsgevonden. Bijna al het lood aan de buitenzijde van de kerk werd gestolen.
De kerk is voor het verzoek van het Cuypersgenootschap onderzocht door architectuurhistorici Gerrit Vermeer en Gert van Kleef. Naar aanleiding van dit onderzoek hebben het Cuypersgenootschap en de Historische Vereniging Heemstede-Bennebroek in 2019 de gemeente Heemstede verzocht om de kerk aan te wijzen als gemeentelijk monument. De Erfgoedvereniging Heemschut heeft het verzoek ondersteund.

## Exterieur en situering
Hoewel Cuypers een koepelkerk had voorzien, is de kerk uiteindelijk vormgegeven als een kruiskerk. Deze staat enigszins georiënteerd, maar door de vorm van de kavel was een zuivere oriëntatie niet mogelijk. Het koor diende iets naar het noorden verplaatst te worden om wel op de kavel te passen. Door de oriëntatie iets aan te passen, staat de kerk nu met de voorgevel aan het Valkenburgerplein. De hoofdingang van de kerk is ook in de voorgevel gesitueerd. Hier is een uitgebouwd portaal rechts, zuidoostelijk, van de toren geplaatst. Aan de andere kant van de toren, is overhoeks tegen de noordelijke kruisarm een tweede portaal geplaatst.
De plint welke rondom de kerk zichtbaar is de bovenkant van een trasraam en bestaat uit harde klinkers. Het trasraam ligt op een fundering van Sinvermysteen, welke weer op staal rust. De muren zijn in Vlaams verband gemetseld en bestaan uit genuanceerde voorwerkers. Deze stenen zijn gedeeltelijk gesinterd, waardoor deze vervormd zijn. Het dak is een samengesteld dak. Boven de kruising is het dak vormgegeven als een piramide, welke doorsneden wordt door de vier kruisarmen. De kruisarmen zijn gedekt door zadeldaken. Het apsis heeft een veelhoekig dak.

### Toren
De kerk heeft een vlakopgaande toren, aan het noordwesten van de voorgevel, op de hoek van de Heemsteedse Dreef en het Valkenburgerplein. De toren heeft een vierkant grondplan en telt twee geledingen, waarvan de tweede een klok en de galmgaten bevat. De toren is 27 meter hoog en de klokvormige spits is 8,2 meter.
De vloeren in de toren waren van origine van hout. In de loop van de jaren ontstond er door inregenend water rot, waarna een aannemer in 1934 een betonnen vloer heeft geplaatst en delen van de houten klokkenstoelen heeft bekleed met lood.

## Interieur
Hoewel de vorm van de kerk aan een Latijns kruis doet denken, is het interieur toch als een centraalbouw vormgegeven. Het idee was dat alle kerkgangers op deze manier vrij zicht op het altaar zouden hebben. Hierdoor voldeed het gebouw ook aan de ideeën van de Liturgische Beweging. De kruising van de kerk bestaat uit acht zijden, waarbij de armen van het kruis de lange zijden van de achthoek vormen. In de diagonalen staan bogen, die aan de onderzijde wijd uitlopen. In plaats van een koepel, heeft de kruising als plafond een netgewelf. De overspanning van dit gewelf is voor dit type ongebruikelijk groot.
Een groot aantal wanden van het interieur bestaat uit steen, in plaats van pleister. Voor de stenen zijn verschillende kleuren en vormen gebruikt, waaronder gele Friesche steen en waalklinkers.
De vensters zijn gevormd in samenhang met het interieur. De vensters hebben een rechte bovendorpel in het geval die ruimte een vlak plafond heeft. Dergelijke vensters komen in de zijbeuken en in de toren voor. Vensters met een gebogen bovendorpel zijn in de kruisarmen en voorgevel geplaatst.
De architecten Cuypers hebben ook een deel van het interieur ontworpen, waaronder het altaar. Thunnissen & Van Sambeek heeft, naast het gebouw, ook verschillende delen van het interieur verzorgd. Onder andere de kerkbanken, 890 zitplaatsen, en een doopvont zijn door deze firma gemaakt.
De schildering boven het hoofdaltaar werd, naar aanleiding van het 40-jarig priesterschap van pastoor Van Noort, in augustus 1945 aangebracht door Han Bijvoet. De schildering stelt de Maria Hemelvaart voor. Bijvoet maakte ook de schilderingen boven de zijaltaren. Deze schilderingen werden na 1947 gerealiseerd. Boven het Jozefaltaar kwam een schildering van de Heilige Familie in een timmerwerkplaats. Boven het Maria-altaar kwam een schildering van de Geboorte van Jezus.
Het orgel werd door T. Vermeulen en de firma L. Ypma & Co. gebouwd. Het orgel werd in delen opgeleverd, omdat het ook in delen werd afbetaald. Op 25 juni 1926 werd onder andere de orgelkast geplaatst. De bouwers hielden de speeltafel in opslag. In 1929 brachten de orgelbouwers een bestek uit voor een orgel met twee klavieren en pedaal met pneumatische tractuur.

## Pastorie
Ook de pastorie, ten zuiden van de kerk, is door de heren Cuypers ontworpen. De woning is traditionalistisch vormgegeven. Onder de eerste bouwlaag is een kelder aangebracht. De totale hoogte bedraagt twee bouwlagen en een kapverdieping. 
De beide voorkamers, aan weerszijden van de centrale hal, werden van origine gebruikt als spreekkamers voor de pastoor. Tevens was er een ontvangstkamer en de keuken. Aan de achterzijde bevond zich de eetkamer met serre. Op de verdieping waren er de werkkamer en slaapkamer voor de pastoor en een gastenkamer met slaapkamer en een logeerkamer met twee slaapkamers voor de kapelaans.
Middels een gang is de pastorie verbonden met de kerk. Deze gang loopt vanaf de noordelijke zijgevel van de pastorie naar de naastgelegen zijgevel van de kerk. De gang loopt langs de zijgevel voordat deze bij de zuidelijke transeptarm toegang geeft tot de kerk.

## Andere werken in Heemstede
Andere werken van Joseph Cuypers (in samenwerking met Jan Stuyt en J.Th.A. Etmans) in de gemeente Heemstede zijn:
- Het raadhuis (1906)[4]
- Woningbouwcomplex Res Nova (1909-10)
- Woningbouwcomplex Nova et Vetera (1911)
- Uitbreidingsplan Heemstede (1909)
- Post- en Telegraafkantoor (1922)
- Woningbouwcomplex voor Berkenrode (1917)
- Entree, aula, bergplaats en doodgraverswoning voor de algemene begraafplaats (1925)